# Schloss Bailleul

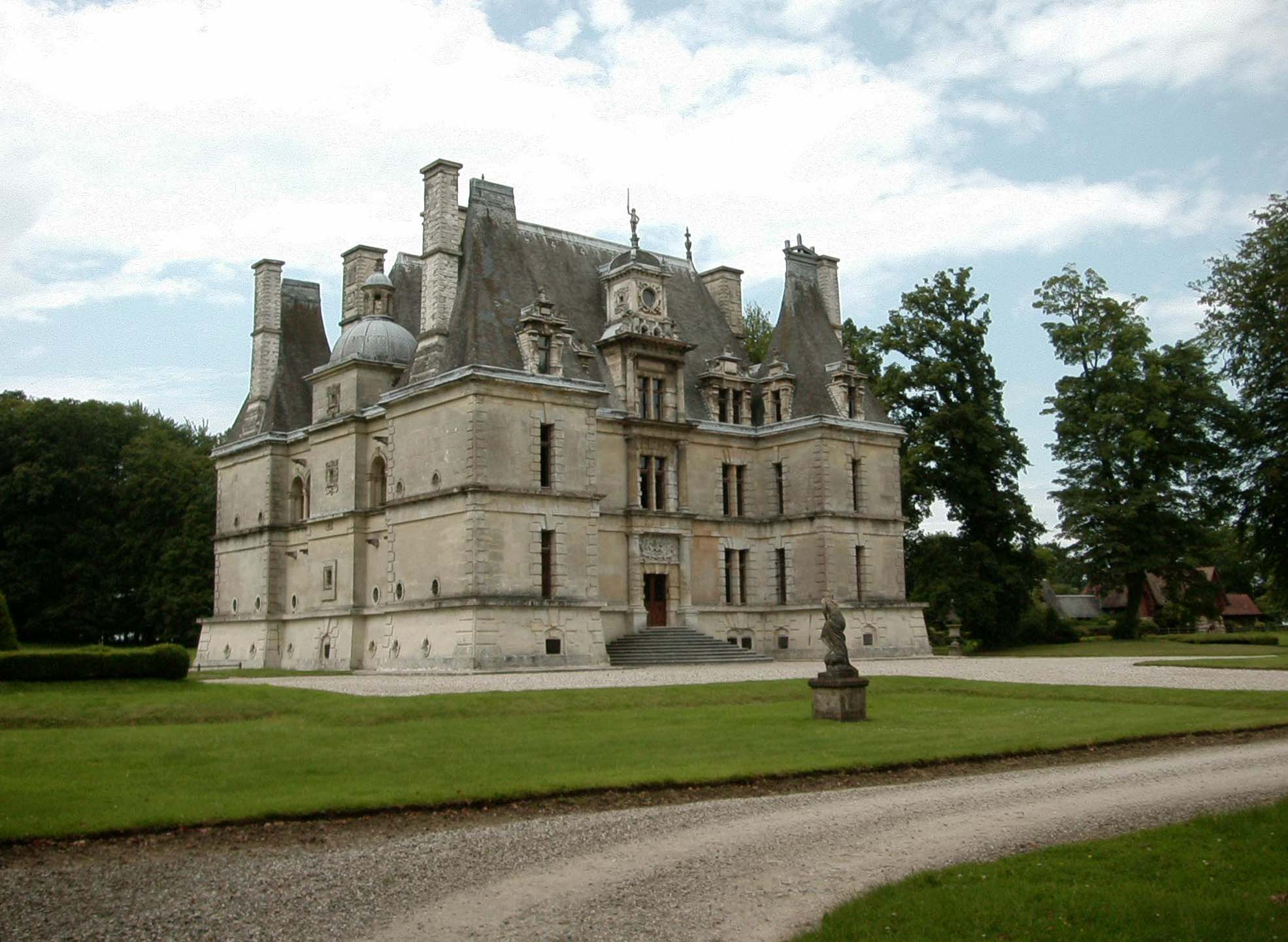
Schloss Bailleul

Das Schloss Bailleul  (französisch Château de Bailleul) wurde um die Mitte des 16. Jahrhunderts im Stil der italienischen Hochrenaissance erbaut und steht in der französischen Gemeinde Angerville-Bailleul im Département Seine-Maritime in der Normandie. Das Schlossgebäude wurde im Juli 2010 als Monument historique klassifiziert, während der Schlosspark samt Umfassungsmauer bereits im Jahr 2005 in die französische Denkmalliste aufgenommen worden war. Sich in Privatbesitz befindend, kann das Gebäude nicht besichtigt werden, aber der dazugehörige Landschaftspark steht Besuchern offen.

## Geschichte
Bertrand de Bailleul kaufte im Jahr 1534 die Ländereien rund um die Ortschaft
Angerville und fügte dem Besitz seinen Namen an. Er stammte aus einer der ältesten Familien der Normandie und ließ um die Zeit zwischen 1550 und 1560 auf dem Grund und Boden ein Schloss errichten, wobei der Bau möglicherweise auch erst während der Regierungszeit König Karls IX. stattgefunden hat und stark von seinem Vorbild Schloss Challeau (heute Schloss Saint-Ange genannt) beeinflusst wurde.

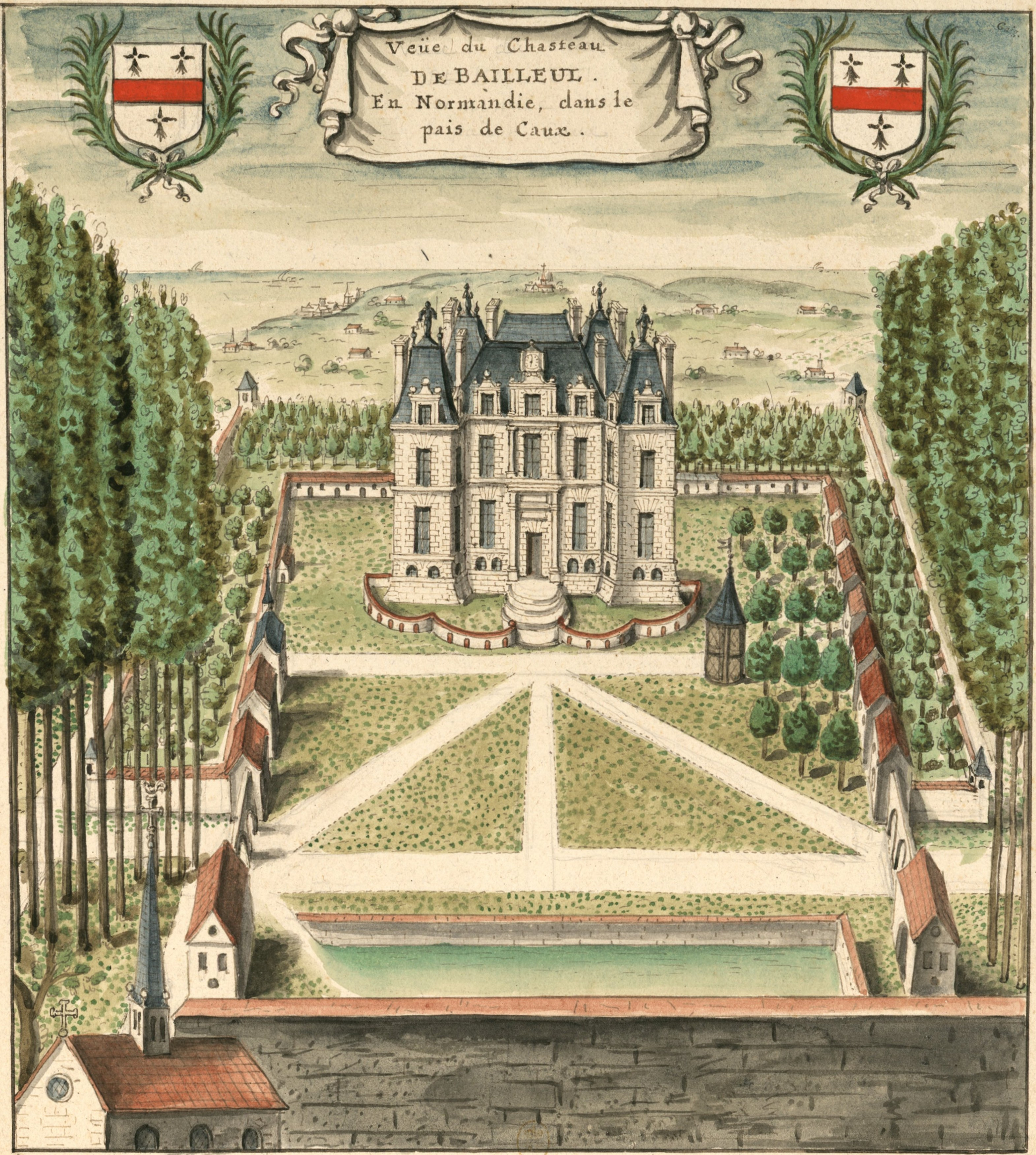
Schloss Bailleul 1696

In der zweiten Hälfte des 18. Jahrhunderts erfolgten tiefgreifende Umbauten am Gebäude und seinem zugehörigen Ensemble. 1850 ließen die markgräflichen Schlossherren den heutigen Landschaftspark anlegen. Zwischen 1870 und 1890 wurde das Schloss umfassend restauriert, und weitere konstruktive Änderungen verliehen dem Gebäude und seinem Park sein heutiges Aussehen. Das Schloss Bailleul wurde in seiner Geschichte niemals verkauft und befindet sich heute noch im Besitz der Nachfahren des Erbauers Bertrand de Bailleul.

## Beschreibung

### Schlossgebäude

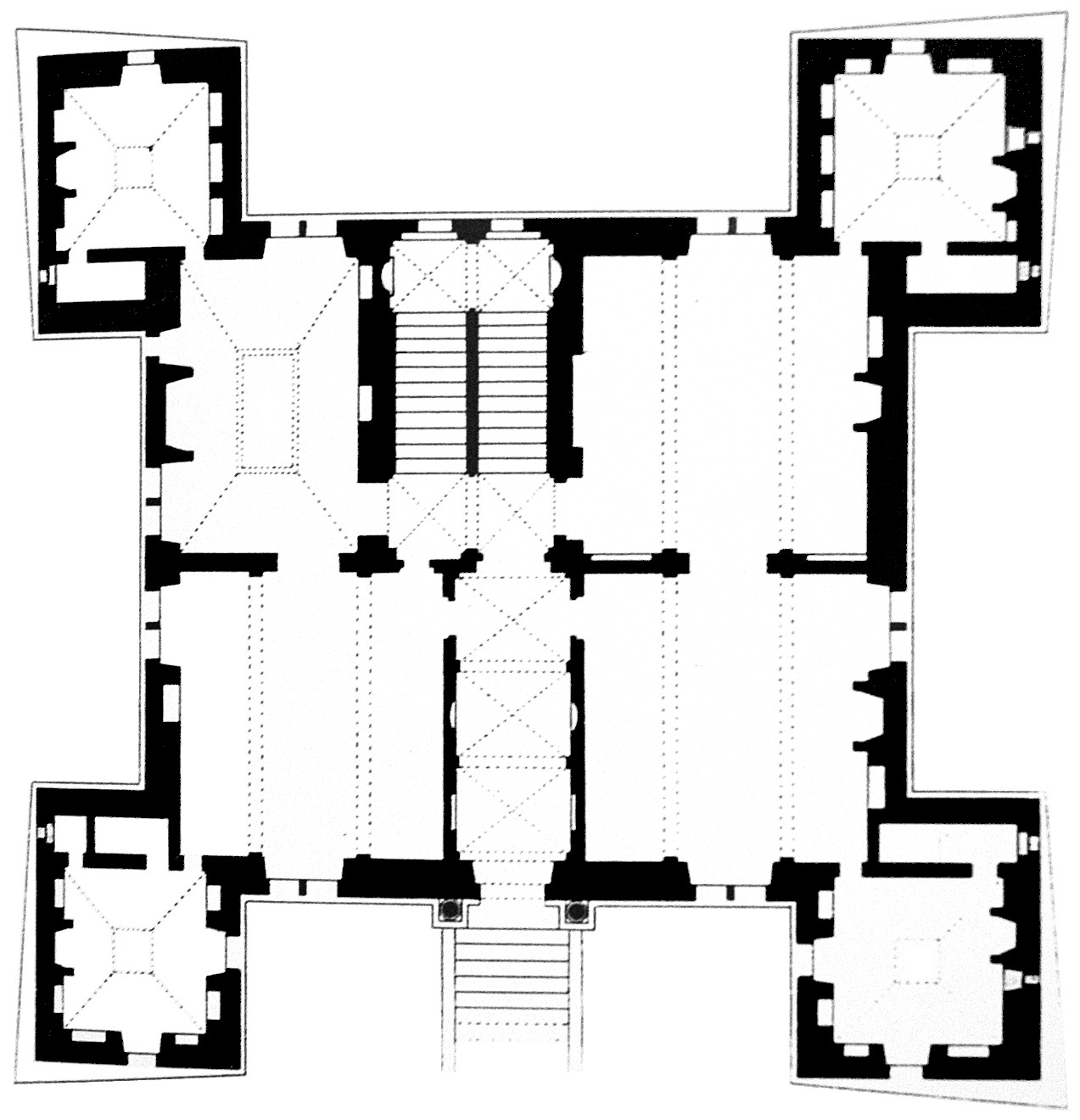
Grundriss des Erdgeschosses

Das Schlossgebäude aus hellen Kalksteinquadern ist ein massiver nahezu quadratischer Baukörper, auf dessen hohem Sockelgeschoss sich zwei weitere Etagen und ein hohes, schiefergedecktes Dach erheben. An seinen vier Ecken stehen zweigeschossige, quadratische Pavillontürme. Auf deren Dachspitzen befanden sich früher kleine, bleierne Statuetten aus dem 16. Jahrhundert, welche die vier Kardinaltugenden darstellten. Am Fenster eines Turms findet sich die Zahl 1534 und erinnert damit an jenes Jahr, in dem der Bauherr die Ländereien von Angerville erwarb. Die nach Südosten und nach Nordwesten gerichteten Fassaden weisen einen reichen und sehr aufwändig gestalteten architektonischen Schmuck auf. Die einzelnen Geschosse des Gebäudes sind durch Gesimsgurte voneinander abgehoben.
Eine halbrunde Freitreppe führt zum Portal im Zentrum der südöstlichen Eingangsfassade. Über ihm findet sich das Wappen der Familie Bailleul in Stein gehauen. Der zentrale Teil ist über alle Geschosse durch Säulen dorischer, ionischer und korinthischer Ordnung besonders betont. Seinen oberen Abschluss bildet ein dachreiter-ähnlicher Aufsatz mit Ochsenauge, der wie einst die Ecktürme von einer kleinen Statuette bekrönt ist. Die großen Fenster des Gebäudes stammen nicht aus der Erbauungszeit, sondern wurden erst in späterer Zeit ausgebrochen. Im Dachgeschoss sind sie durch Lukarnen besonders betont.
Die seitlichen Fassaden des Schlosses sind im Vergleich zur Frontfassade sehr schlicht gehalten. Dort finden sich nur wenige, kleine Lichtöffnungen. In ihrer Mitte steht ein klassizistisch angehauchter, viereckiger Turm mit Kuppeldach, das von einer Laterne bekrönt ist. Auffälligstes Gestaltungsmerkmal dieser Seiten ist eine Loggia im zweiten Obergeschoss, die als Verbindung zwischen den Ecktürmen dient.
Das Innere des Schlosses beherbergt manch künstlerisches Kleinod, darunter wertvolle Gemälde alter Meister, zum Beispiel zwei Werke Lucas Cranachs, und zahlreiche Statuen namhafter Bildhauer.

### Schlosspark

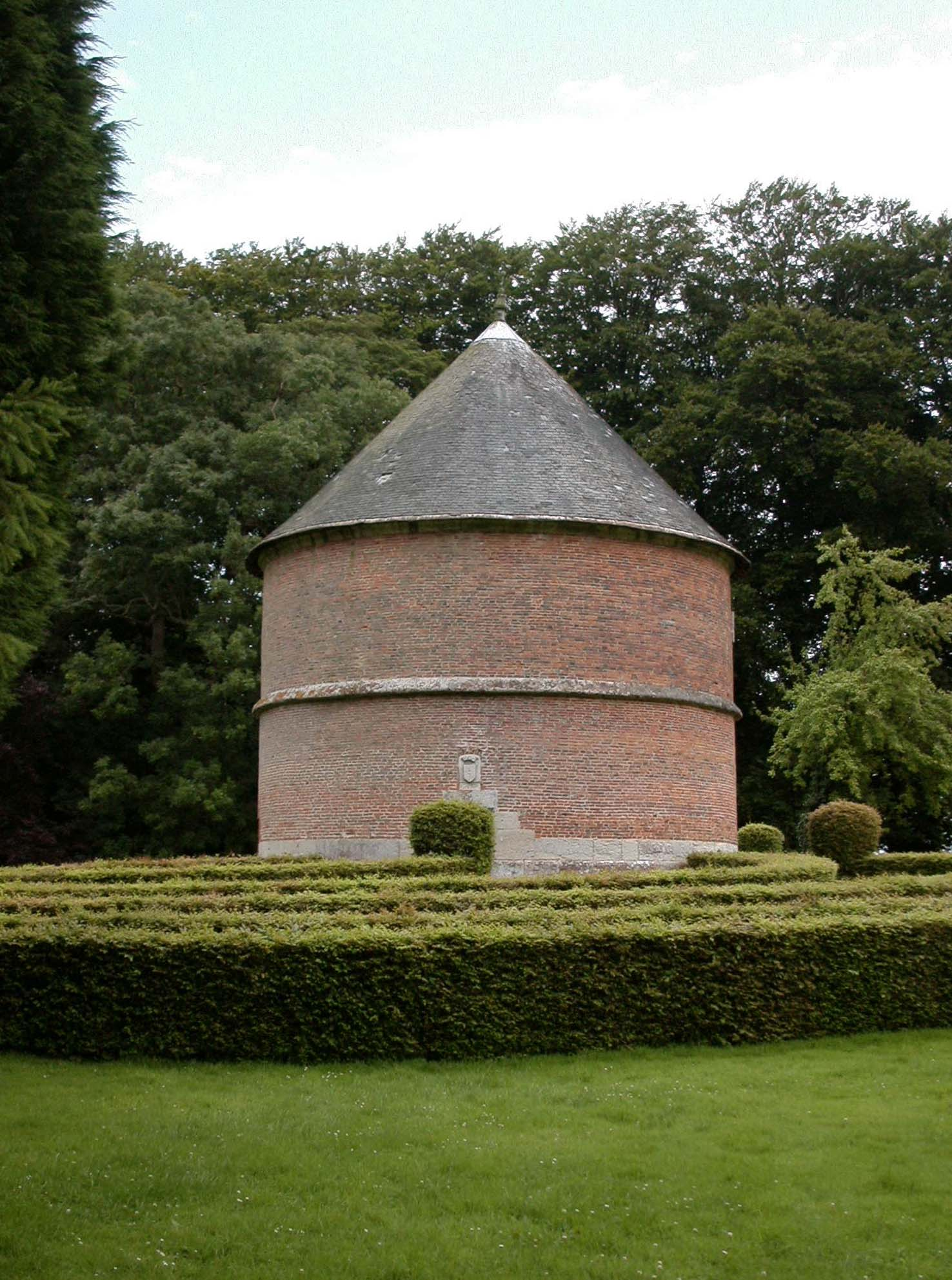
Taubenturm im Buchenheckenlabyrinth

Der das Schloss umgebende Landschaftspark stammt aus dem 19. Jahrhundert. Auf dem Areal befinden sich unter anderem eine gotische Kapelle, ein Taubenturm sowie die ehemalige Zehntscheune. Dominiert wird der Park von einer mehr als ein Kilometer langen geradlinigen Allee, die von Südosten auf das Schloss zuläuft. Einzelne Sichtpunkte des Schlossparks, der neben mehreren Kräutergärten auch ein Heckenlabyrinth zu bieten hat, bilden zudem Gartenskulpturen in Form von Statuen und Vasen.